# Омска митрополија
Омска митрополија (рус. Омская митрополия) митрополија је Руске православне цркве.
Образована је одлуком Светог синода од 6. јуна 2012, а налази се у оквиру граница Омске области. У њеном саставу се налазе четири епархије: Омска, Исиљкуљска, Калачинска и Тарска.